# جامعة شمال كولومبيا البريطانية
جامعة شمال كولومبيا البريطانية هي جامعة عامة في كندا تأسست عام 1990. يقع المبنى الرئيسي للجامعة في مدينة برينس جورج، ويوجد للجامعة أكثر من 4 فروع في ولاية برتش كولومبيا. افتتحت الجامعة الملكة إليزابيث الثانية.

## إحصائيات
في عام 2014 بلغ عدد طلاب الجامعة 4020 طالب، منهم 771 طالب دراسات عليا.

## ترتيب الجامعة
صنفت جامعة شمال برتش كولومبيا كأفضل جامعة على مستوى كندا في دراسات البكالوريس لعام 2015. كما حصلت الجامعة على المركز الأول في القارة الأمريكية الشمالية جنباً إلى جنب مع جامعة هارفرد الأمريكية في مشاريع التنمية المستدامة داخل الجامعة.

## الدراسة الأكاديمية
توفر جامعة شمال برتش كولمبيا أكثر من 70 برنامجاً لمرحلة البكالوريس, وأكثر من 40 برنامجاً لدراسات الماجستير والدكتوراه.

## معرض صور

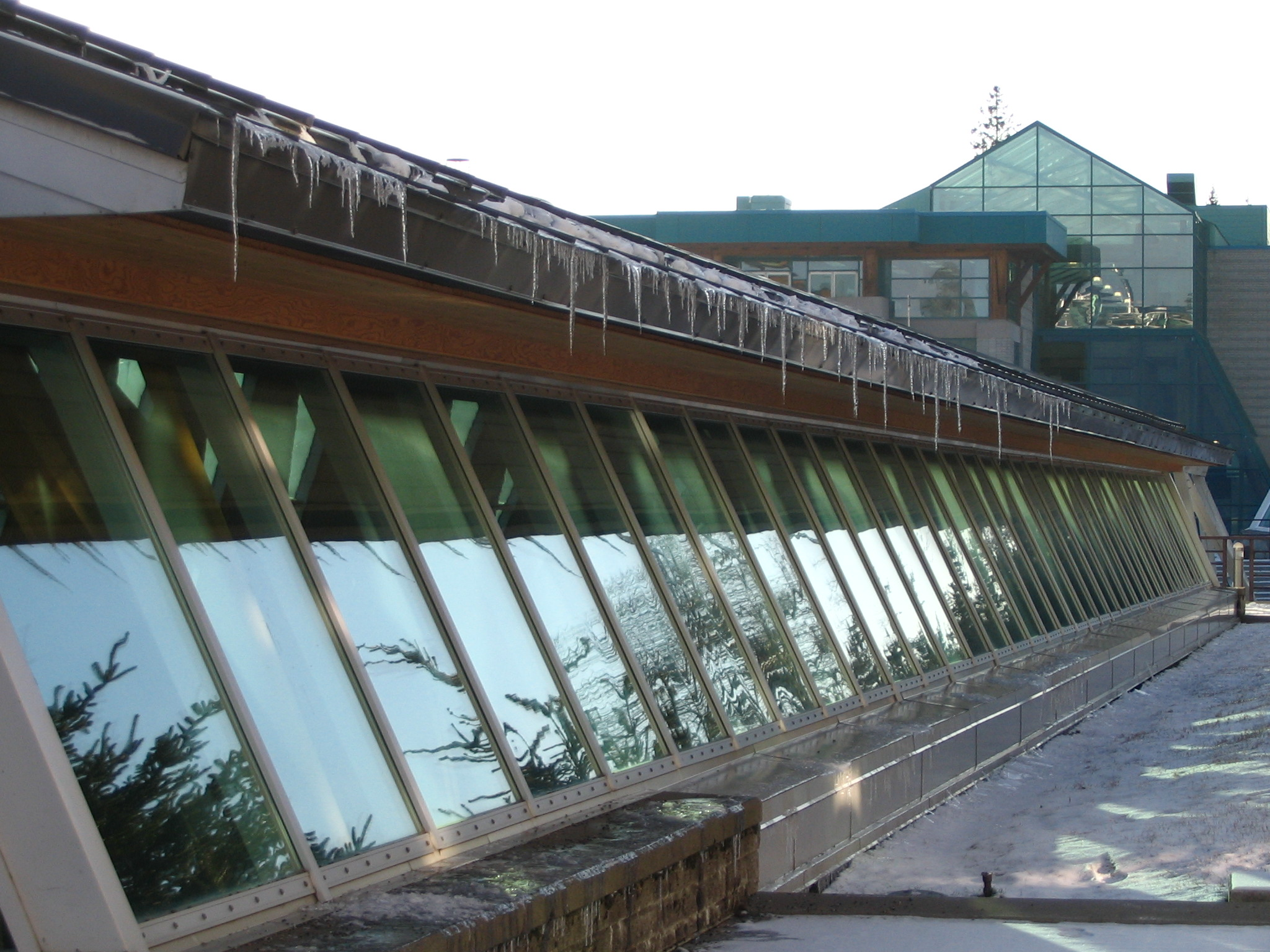
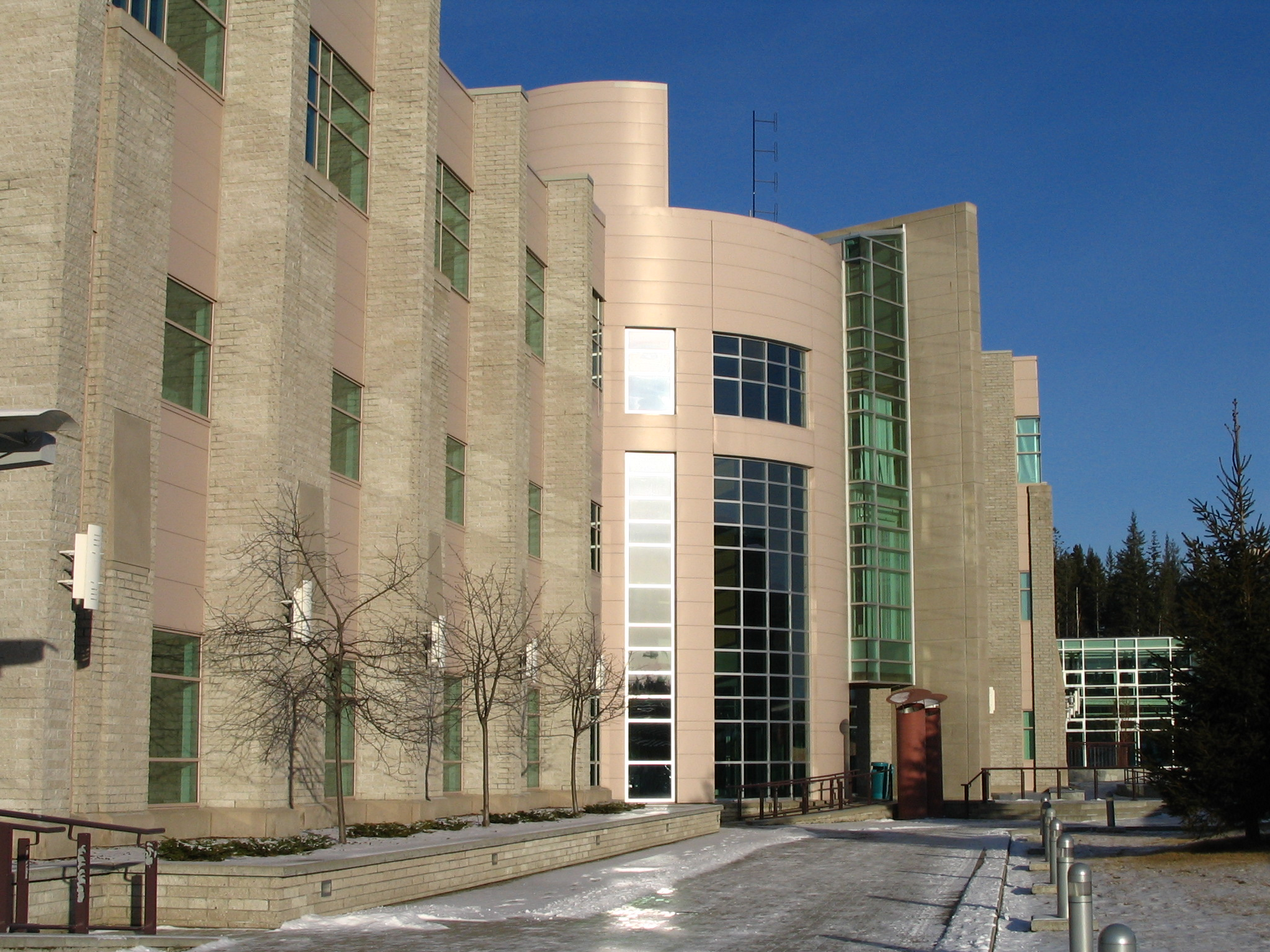
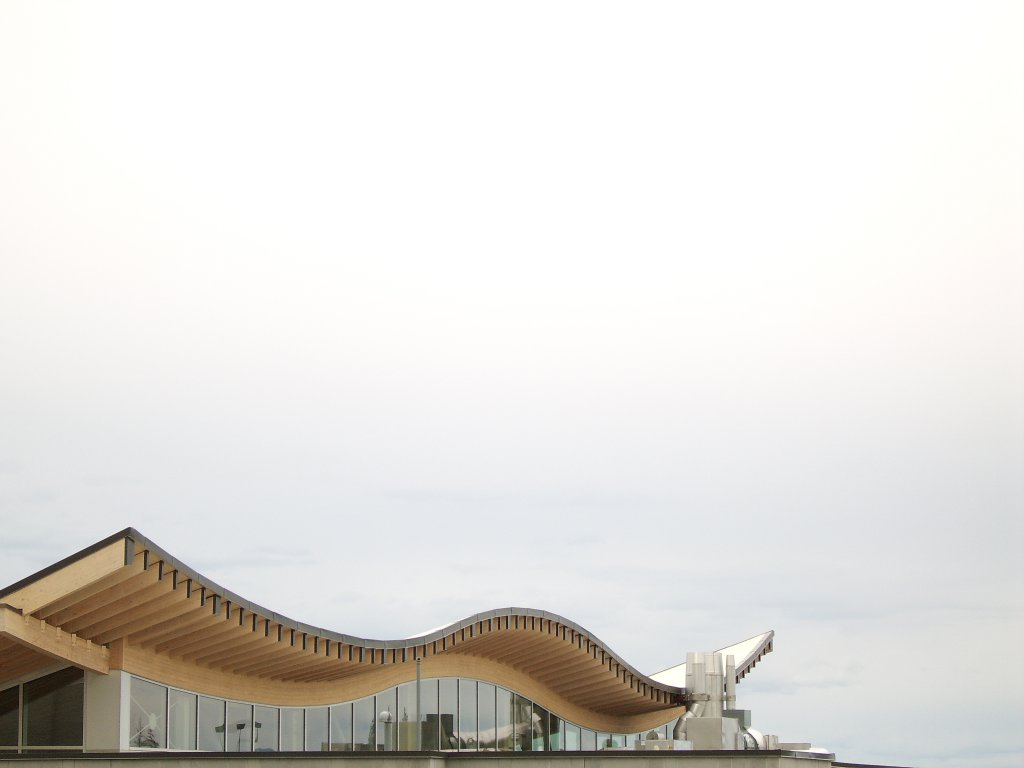
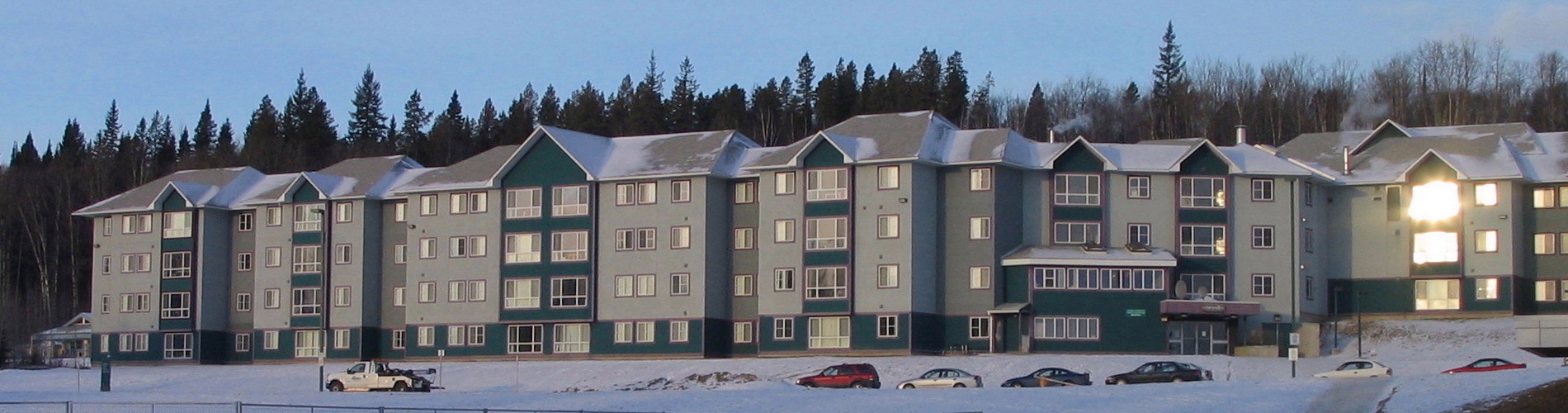
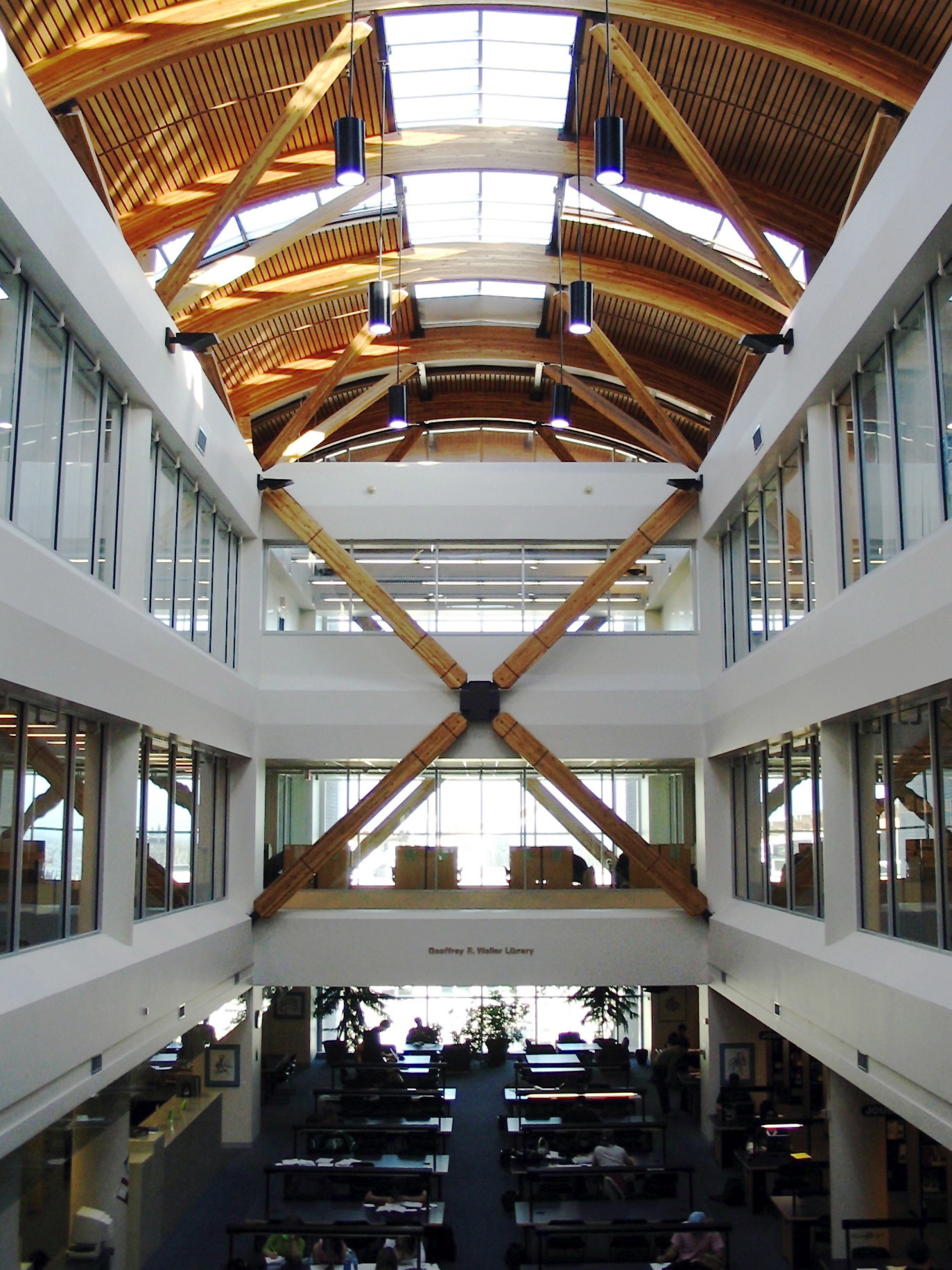